# Tarzan's Quest
Tarzan's Quest (Em Busca de Tarzan (título em Portugal) ) é um romance de autoria do escritor norte-americano Edgar Rice Burroughs. Publicado em 1936, é o décimo-nono de uma série de vinte e quatro livros sobre o personagem Tarzan.

## Resumo
Jane embarca em um avião com destino a Nairobi. A bordo estão sua amiga Kitty Krause, seu marido Príncipe Alexis Sborov, o mordomo Tibbs, o piloto Neal Brown e Annette, a criada francesa. Eles almejam encontrar o segredo da eterna juventude, cuja fórmula estaria guardada por uma tribo perdida nos confins da África.
A aeronave cai durante uma tempestade. Todos sobrevivem e Jane se encarrega de conduzi-los a salvo pela selva. Ela se mostra capaz da tarefa, porém o grupo é sacudido por disputas internas, uma morte e outros perigos.
Enquanto isso, Tarzan e guerreiros waziri investigam o desaparecimento de várias moças, inclusive a filha do chefe Muviro. As suspeitas recaem sobre uma improvável tribo de brancos selvagens, conhecida por Kavuru. Tarzan acaba prisioneiro de uma outra tribo, que acredita ser ele um espião kavuru. Condenado à morte, o homem-macaco escapa graças ao curandeiro Gupingu.
Mais tarde, Tarzan e os waziri encontram-se com os sobreviventes do grupo de Jane e todos vão atrás da estranha seita e sua propalada fonte da juventude.

## História editorial
O livro foi escrito de 13 de maio de 1934 a 19 de janeiro de 1935, com o título de Tarzan and Jane.
A revista pulp Blue Book Magazine publicou a narrativa em seis números consecutivos, de outubro de 1935 a março de 1936, com o nome de Tarzan and the Immortal Men. Herbert Morton Stoops fez a capa do primeiro número e Frank Hoban, as ilustrações internas.
A primeira edição em livro (capa dura) foi publicada pela editora Edgar Rice Burroughs, Inc., em 1 de setembro de 1936, aniversário de sessenta e um anos do autor. J. Allen St. John, em seu último trabalho para Burroughs, contribuiu com a capa e cinco ilustrações nas páginas internas. O título final, Tarzan's Quest, foi uma sugestão da secretária e datilógrafa Mildred Bernard.
O romance não foi lançado em livro no Brasil, mas apareceu em capítulos, a partir de novembro de 1935, na revista A Cigarra, quando esta ainda não pertencia aos Diários Associados. 
Em Portugal, a obra foi editada pela lisboeta Portugal Press, que publicou todas as aventuras de Tarzan em língua portuguesa.

## Adaptações

### Quadrinhos
A primeira quadrinização foi na forma de tiras diárias pelo artista William Juhré, com roteiro de Don Garden. A publicação nos jornais deu-se entre 14 de dezembro de 1936 e 20 de junho de 1937.
A Gold Key lançou a versão para gibis nas edições 188 e 189 de "Tarzan of the Apes", em outubro e dezembro de 1969. Paul Norris ilustrou e Gaylord Du Bois escreveu a história.

### Cinema
Tarzan's Quest nunca foi transposto para as telas, porém houve adaptações indiretas:
- O tema  de um grupo de [pessoas díspares, que sofre um acidente aéreo e é conduzido a salvo pela floresta, foi utilizado no filme Tarzan and the Lost Safari. Entretanto, o guia não é Jane, mas o próprio Tarzan, interpretado por Gordon Scott.[1] O filme chegou a ganhar uma versão em livro para o público infantil.[1]

- Já o tema de estranhos saírem à procura do elixir da juventude nos domínios de Tarzan aparece em muitas histórias em quadrinhos e também no filme Tarzan's Magic Fountain, onde o herói é vivido por Lex Barker.[1]